# Arenite
Arenite è un termine tessiturale che indica tutte le rocce sedimentarie terrigene e carbonatiche che hanno granuli o clasti con diametro medio corrispondente a quello delle sabbie (2-1/16 mm o 2-0,0625 mm) e che abbia un contenuto di matrice inferiore al 15%, indipendentemente dalla loro composizione mineralogica.

## Origine del nome
il termine è stato coniato nel 1904 dal geologo americano Grabau e non è un sinonimo di arenaria. Quest'ultima, infatti, è una sottocategoria del gruppo delle areniti, come indicato nello schema sottostante.

## Classificazione delle areniti
A seconda della provenienza dei clasti, le areniti possono essere distinte in:
- intrabacinali: si formano all'interno dello stesso bacino di sedimentazione, spesso in forma già granulare e in condizioni subacquee;
- extrabacinali o terrigene : derivano dall'erosione di rocce preesistenti situate al di fuori del bacino di sedimentazione.

All'interno di ogni gruppo si fa un'ulteriore distinzione tra rocce carbonatiche (carbonati > 50% in volume) e non carbonatiche (carbonati < 50%). Si noti che il termine calcarenite, spesso usato per tutte le rocce carbonatiche con granuli della dimensione della sabbia, va invece limitato alle areniti intrabacinali, mentre per le rocce carbonatiche extrabacinali si dovrebbe usare il termine calcilitite. Il termine arenaria indica invece le areniti extratabacinali non carbonatiche, ossia quelle il cui contenuto di carbonati è inferiore al 50% in volume.

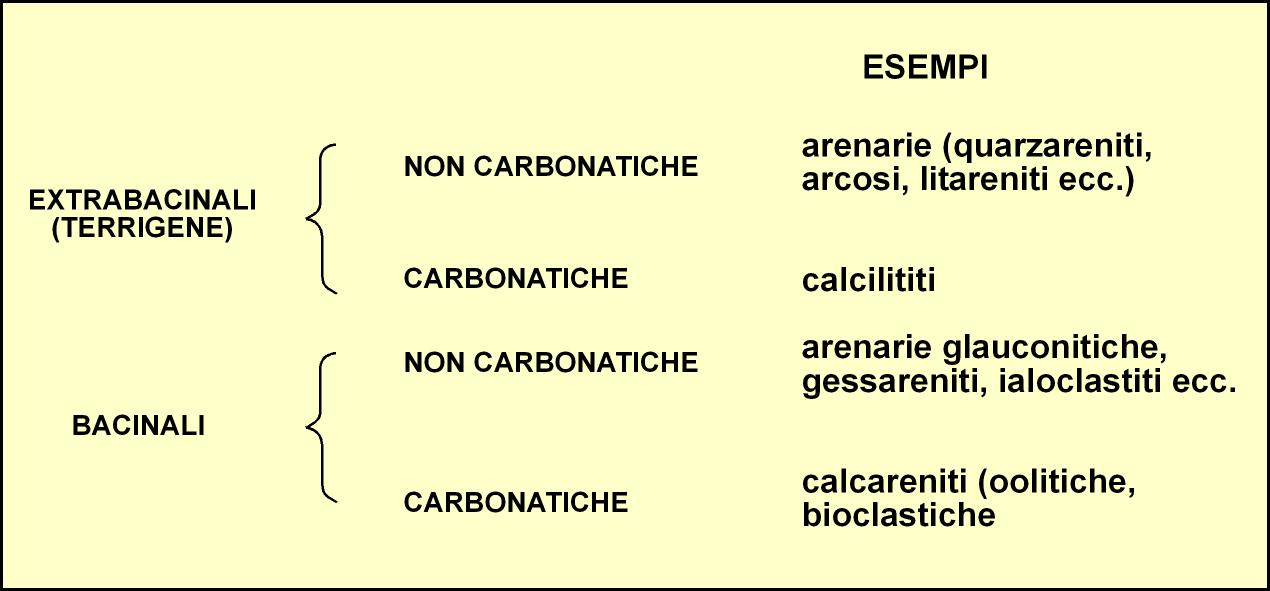
Classificazione delle areniti con esempi